# بون سکور
بون سکور شهری است در ایالت آلاباما در کشور آمریکا.

## مکان
بون سکور در موقعیت () قرار دارد.
با توجه به اطلاعات اداره آمار آمریکا مساحت آن در حدود ۸٫۷ کیلومترمربع است.

## مردم‌شناسی
با توجه به آمار سال ۲۰۰۰ جمعیت آن ۳۰۲ نفر، ۳۴ خانواده در آن ساکن هستند.
تعداد ۱۴۸ واحد خانه در هر مساحت تقریبی (۱۷،۱akm²) قرار دارد.
درصد از خانواده‌های فرزند زیر ۱۸ سال داشتند که از این تعداد درصد زوج بوده و درصد زنان بدون شوهر و درصد نیز غیر خانواده بودند.
متوسط درآمد یک خانواده در حدود دلار آمریکا است و زنان درآمد متوسط دلار آمریکا و مردان درآمد متوسط دلار آمریکا بدست می‌آورند.